# Середчиха (Алтайский край)
Середчиха — упразднённое село в Алтайском крае России. Входило в состав Научногородского поссовета городского округа город Барнаул. Исключен из учётных данных в 1986 году.

## География
Располагалось на реке Середчиха (приток Оби), на расстоянии приблизительно 1 км (по-прямой) к юго-востоку от посёлка Берёзовка

## История
Основано в 1911 году. По данным на 1926 году деревня Серечьиха состояла из 45 хозяйств. В административном отношении входила в состав Абашинского сельсовета Барнаульского района Барнаульского округа Сибирского края.
Решением Алтайского КИКа от 29 апреля 1986 года № 160 населённый пункт, исключен из учётных данных.

## Население
По данным переписи 1926 года в деревне проживало 259 человек (133 мужчины и 126 женщин), основное население — русские